# 泼水节

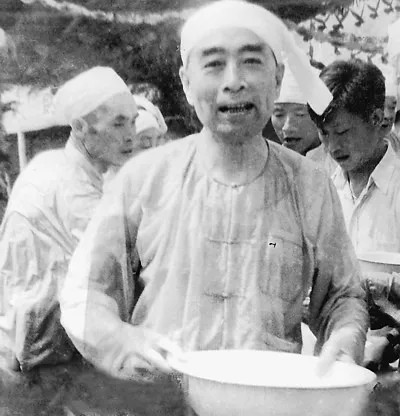
1962年，周恩来总理在西双版纳庆祝泼水节。

潑水節，又称宋干节，是泰語民族和東南亞最盛大的傳統節日，節日當日，泰國、老撾、斯里蘭卡、緬甸、柬埔寨等國以及雲南傣族共同慶祝這個節日。東南亞民族在海外聚居地──香港九龍城、大埔太和寺、西環、深水埗及台灣新北市中和區等──也承襲相關習俗。2023年12月，泰國的宋干節成功被聯合國教科文組織登錄為人類非物質文化遺產代表作。2024年12月缅甸泼水节申遗成功。
整個節慶歷時數日，人們清早起来便沐浴禮佛，之後便開始連續幾日的慶祝活動，這期間，大家用純淨的清水相互潑灑，祈求洗去過去一年的不順，新的一年重新出發。潑水節首二天是去舊，最後一天是迎新。

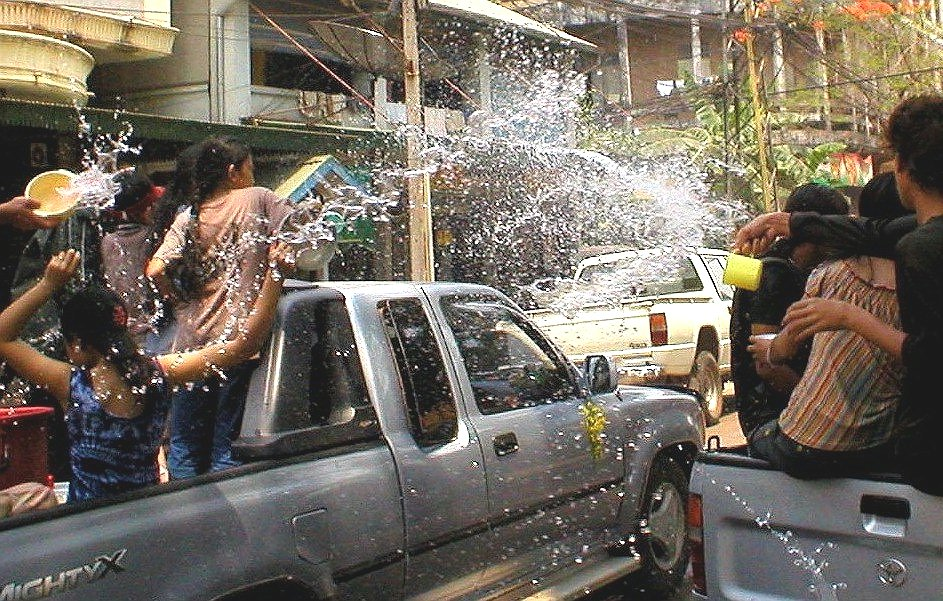
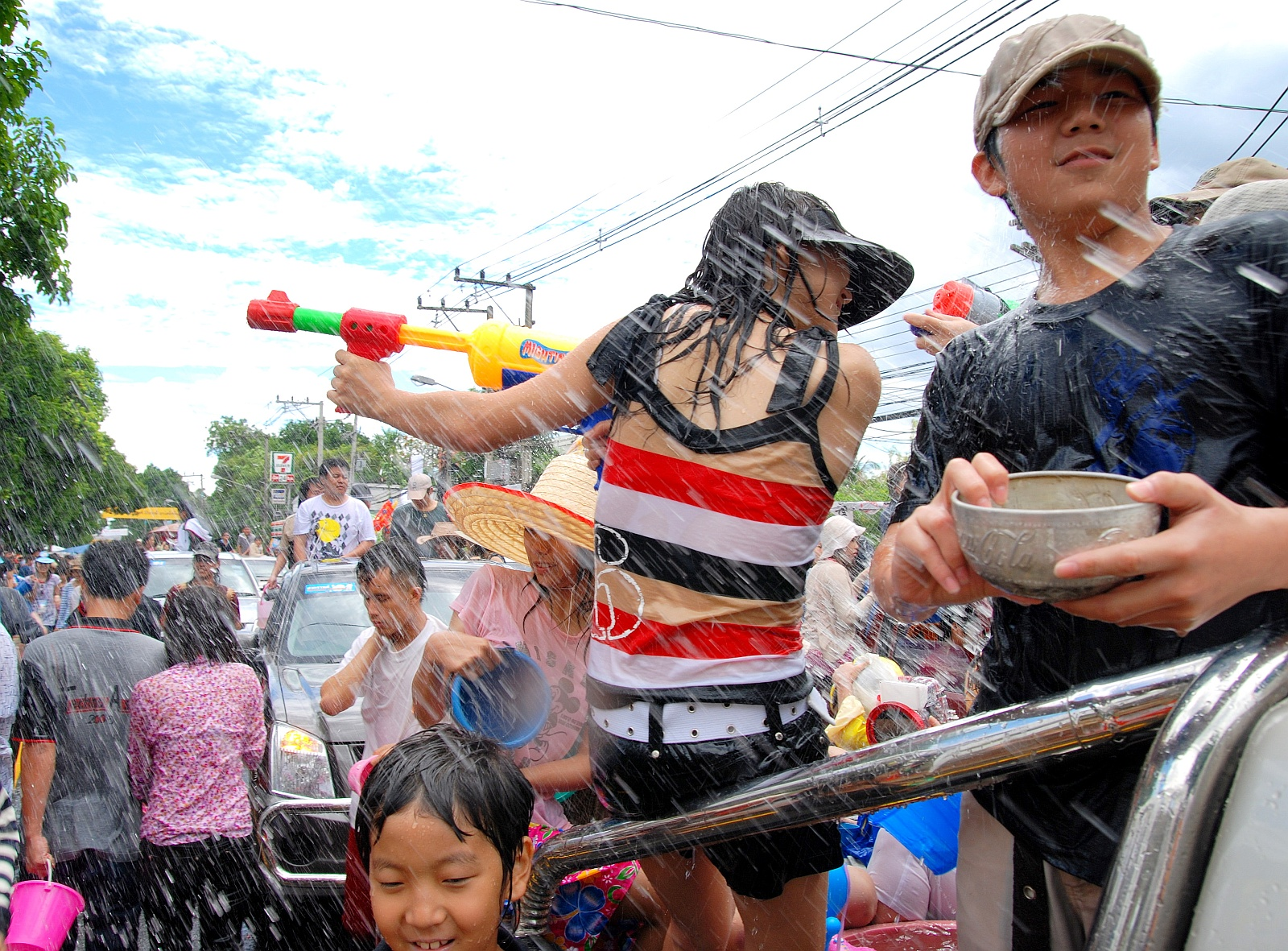
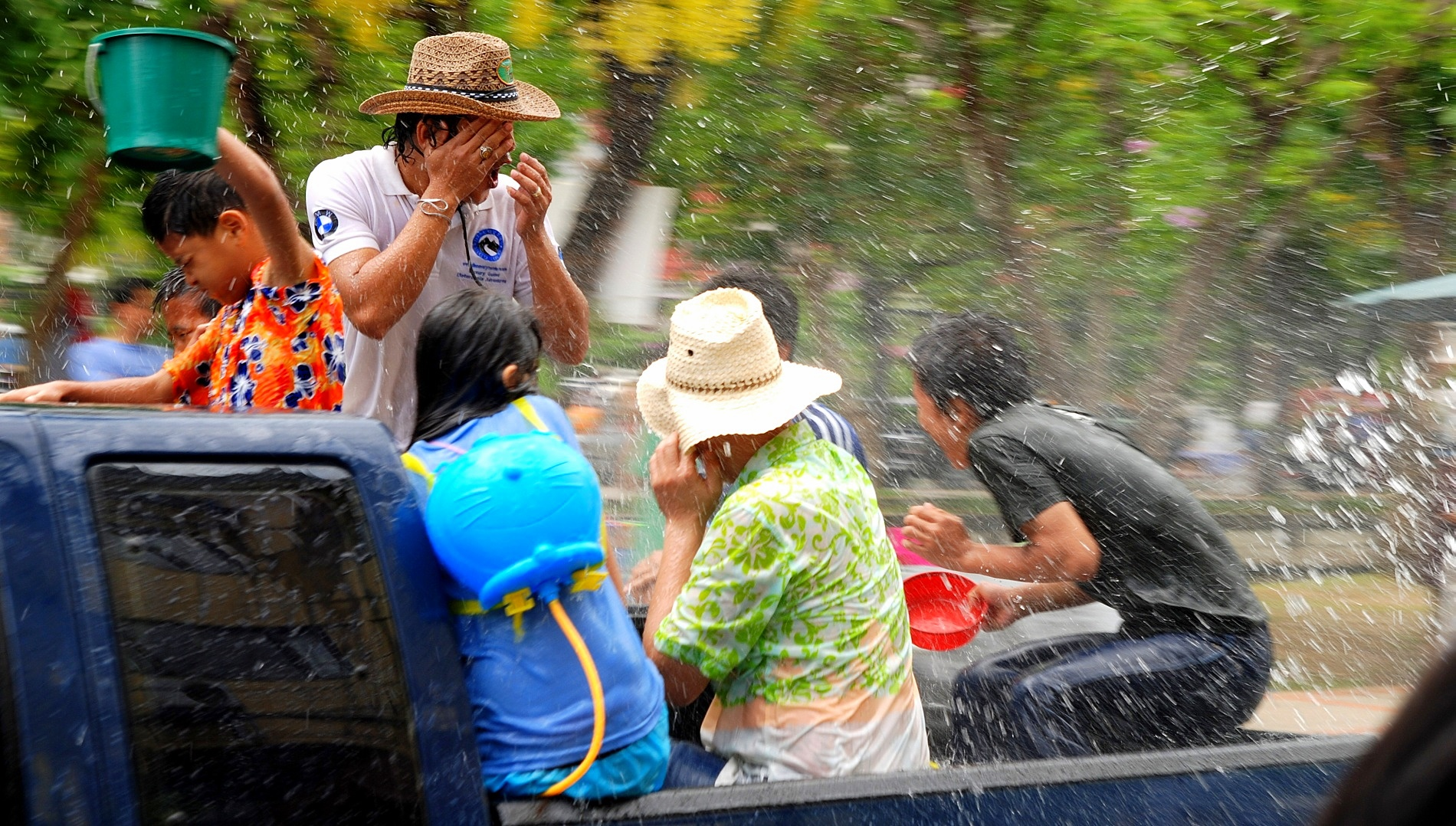

## 概覽辨識
傣-泰民族分為信仰佛教，以及信仰原始民族信仰的兩類群體。潑水節是信仰佛教的傣-泰民族群體所過的重要節日，和上座部佛教傳入東南亞有密切關係。除了潑水以清除厄運和罪惡外，在潑水節這天還會舉行「浴佛」典禮以及向僧侶「獻水」的儀式。在沒有信仰佛教的傣-泰民族文化圈中，沒有過潑水節的習俗。不過有人認為這類信仰原始傣族信仰的群體也有類似習俗的祈雨祭儀，而主張潑水節是傣-泰民族為了生產稻作而舉行的祈雨儀式，反映出古人征服乾旱、火災的願望。

### 起源和演變
潑水節的起源有不同說法，除了上述的祈雨儀式說，有一種說法認為潑水節是從印度的灑紅節和到恆河沐浴的習俗衍變而來，因在灑紅節會互相投擲彩色粉末和有顏色的水祝福對方，並以此慶祝春天的到來。恆河沐浴則有以水洗淨罪惡的宗教意義在。也有觀點認為，該節事最早源自公元5世紀的波斯或昭武九姓康國，時名「潑寒胡戲」（又「乞寒胡戲」），源頭實際上可追溯到雅利安人的原始信仰蘇摩祭祀活動；後「潑寒胡戲」經由印度傳入緬甸、泰國和雲南西雙版納等地。唐代胡樂入華時期，「潑寒胡戲」伴隨祆教和蘇摩儀式自西向東傳入中原，在當時過程中出現世俗化轉變，融入當地的日常禮俗、節日和佛教行像儀式中使用的同時，也消解了原本蘊含的宗教意義。
另有人強調傣族有其獨特的水文化，在傣族人心目中「水」是一種聖潔之物，傣族的人類起源傳說就有「水」的角色，並把土地稱為namdin，表明了水和大地的緊密聯繫。原始傣族信仰也很重視河神、井神的祭祀。在信仰佛教後，其水文化逐漸融入了佛教文化的因子。

### 時日
潑水節的日期來自陰陽合曆的古印度曆法據恆星年而訂定的陽曆新年僧伽羅底（梵語：saṃkrānti），全名為Meṣa saṃkrānti，意為太陽進入白羊宮，時間約在每年公曆4月14日左右，即太陽進入白羊座的時期。傣語稱此節日為“比邁”，意即“新年”；西雙版納和德宏地區的傣族又分別稱此節日為“尚罕”、“尚鍵”，兩詞均來源於梵語“saṃkrānti”，意為“周轉”、“變更”、“轉移”，指太陽已經在黃道十二宮運轉一周開始向新的一年過渡。布朗族、德昂族和 阿昌族也過此節日。
每年傣曆六月作為一年的起始，潑水節的時間在傣曆六月，節日活動持續2天或4天，第一天叫“宛多尚罕”，意為除夕；最後一天叫“宛叭宛玛”，意为“日子之王到来之日”，即傣曆元旦；中间的一天或二天称作“宛腦”，意為“空日”。節日第一天清晨，人們沐浴盛装，到佛寺堆沙造塔，浴佛聽經，然後青年男女互相潑水祈福，繼而形成全村性的潑水高潮。
潑水節在泰國名「宋干節」（Songkran），與“尚罕”一詞同源。在曼谷，人們在這一天還要用香車盛佛像及“宋干女神”遊行，沿途接受人們的潑水祝福。在緬甸稱為「達降」（Thingyan），源自梵文，意為「運轉」。潑水節之所以命名為宋干，是因為東南亞居民相信，太陽轉入黃道星座中的第一宮——牡羊宮（來自印度占星術），當天代表新一年開始。由於歲差，在21世紀太陽轉入牡羊宮的時間大致在四月中旬，並且仍然在不斷向後移動。現時泰國採用公曆，把潑水節固定於介乎每年公曆4月13日至4月16日間。

## 传说
泼水节的传说：在遥远的年代，西双版纳的人民生活富足安宁，有一天来了一个魔王危害百姓，他让土地变得干旱，农民无法种植粮食。傣王的七个女儿都为父王和黎民忧心。最聪明的小女儿出计：趁魔王熟睡杀了他。于是七姐妹行动了，用利剑斩下魔王的头。但是魔王的头突然着火，滚到哪里哪里便燃燒。急中生智的女儿们急忙找水灭火。从此，版纳的人民又回到了原来的生活，为了纪念和感谢七个公主的作为，将泼水作为风俗流传至今。
所使用的水按照傣族的习俗应该是最清洁的水，第一天清晨打的水，可以用缅桂树枝从银碗沾水点到对方肩上；要是在景洪等城市，则可以找一切装水的容器（如高压水枪），灌上自来水猛烈的泼，泼的水越多祝福越多。

## 全球各地慶祝活動

### 中华人民共和国

##### 雲南
潑水節是雲南西雙版納傣族自治州與德宏傣族景頗族自治州傣族的重要民族傳統節日，慶祝活動與鄰國老撾類似。慶祝節日持續三天，前兩天的活動都在瀾滄江邊，有龍舟比賽，夜間施放象徵能帶來好運帶走厄運的水燈；在節日慶典的第三天，傣族人會穿上了最新最好看的服飾，聚集在佛寺聽僧侶誦經祈福。然後進行象徵性的潑水儀式，首先將一尊佛像請到寺院得的院子內，然後潑水象徵“浴佛”。
“浴佛”儀式的完成後，人們紛紛端著鍋碗瓢盆之類的東西湧上街頭，肆無忌憚地潑水、噴水、灑水，就像西方人滾雪球一樣；然而，潑水儀式不僅僅是一種趣味的活動；其背後所包含宗教意義深遠：水在傣族人看來首先是宗教純潔的象徵，也是人與人之間善意的象徵。因此，在潑水節這一天，無論是近鄰、同鄉，甚至是陌生人互相潑水，都是一種祈求吉祥如意、平安健康的表現。
每年潑水節期間都會吸引中國各地遊客，龐大的觀光人潮為雲南兩個傣族自治州的旅遊做出貢獻。

##### 香港
香港宋干節慶祝活動早在2002年由一群在香港定居的泰國人及一些團體舉辦的，日期會在4月宋干節前或正日的星期日在香港九龍城打鼓嶺道遊樂場舉行。香港很多地方都有類似性質的節目，而大學的迎新活動都有引入和仿效。

### 東南亞與南亞
潑水節在東南亞每個國家都有不同的名稱稱呼：老撾稱呼為新年（ປີໃຫມ່，Pi Mai）或宋干節（ສົງກຣານ，Songkran），在公曆4月13日至15日慶祝；泰國稱呼與老撾一樣为新年（ปีใหม่，Pi Mai）或宋干（สงกรานต์，Songkran），慶祝日期與老撾一樣；柬埔寨稱呼為高棉新年或宋干節（ចូលឆ្នាំខ្មែរ 或 សង្ក្រាន្ត），於公曆4月14日至16日庆祝；緬甸稱呼為新年（သင်္ကြန်）通常在公曆4月13日到18日庆祝。
在印度及斯里蘭卡會以歌唱舞蹈慶祝此節日。南傳佛教的宗教儀式會在寺院舉行，年輕人在此期間拜訪長輩以示敬意。

## 文內注釋
1. ↑  Deason, Rachel. . Culture Trip. 28 April 2018  [2023-04-13]. （原始内容存档于2023-04-17）.
2. ↑  泰國清邁 瘋玩潑水節 （页面存档备份，存于） 蘋果日報 2017/04/19
3. ↑  . 中央社.   [2023-12-06]. （原始内容存档于2023-12-12）.
4. ↑  .   [2023-02-03]. （原始内容存档于2023-06-01）.
5. ↑  屈永仙. . 民間文化論壇. 2014  [2023-02-03]. （原始内容存档于2023-02-03）.
6. ↑  .   [2023-02-03]. （原始内容存档于2022-07-24）.
7. 1 2  罗, 希. . 中国社会科学. 2020. ISBN 9787520365826.
8. ↑  張靜琳. . 戲劇之家. 2019  [2023-02-03]. （原始内容存档于2023-06-05）.
9. ↑  傣族的水文化傳統與可持續發展. .   [2023-02-03]. （原始内容存档于2023-02-03）.
10. ↑  有些版本是魔王强搶得來的十二個老婆
11. ↑  或是事前先用魔王自己的頭髮綁住其頸部
12. ↑  . 香港電台. （原始内容存档于2020-12-02）.

## 外部連結
- 雲南潑水節的情景 （页面存档备份，存于）